# 中華民國97年度全國羽球團體錦標賽
中華民國全國羽球團體錦標賽，是中華民國國內最高級別的羽毛球團體比賽，每場賽事分別以男子單打、女子單打、男子雙打、女子雙打和混合雙打5個項目依序競賽，採5戰3勝制，先贏3點者勝出。本屆賽事於2008年5月19日-25日在台南縣台南市立羽球館舉行。

## 項目獎牌榜
以下為各項目的優勝團體名單 ：
| 項目       | 第一名               | 第二名      | 第三名    | 第四名      | 第五名    | 第六名    |
| ---------- | -------------------- | ----------- | --------- | ----------- | --------- | --------- |
| 男子甲組   | 土地銀行A隊          | 合作金庫A隊 | 嘉義大學  | 土地銀行B隊 |           |           |
| 女子甲組   | 合作金庫             | 土地銀行    | 台灣電力  |             |           |           |
| 男子乙組   | 台灣體大（桃園校區） | 北體育成    | 土銀能仁  | 交通大學    | 新豐高中  | 嘉大竹山  |
| 女子乙組   | 新豐高中A            | 嘉義高工A   | 家億建設  | 育成高中B   |           |           |
| 高中男生組 | 高雄中學A            | 基隆高中A   | 新豐高中A | 高雄中學B   | 西苑高中A | 育成高中A |
| 高中女生組 | 高市新莊A            | 大同高中    |           |             |           |           |
| 國中男生組 | 西苑高中A            | 英明國中A   | 豐原國中A | 建興國中紅  | 南市大成  | 西螺國中A |
| 國中女生組 | 北市民權             | 高市獅湖    | 關西國小  | 竹東國小A   | 南縣崑山  | 設子國小A |
| 國小男生組 | 北市永吉A            | 竹東國小    | 高市獅湖  | 莊敬國小    | 社子國小  | 德高國小  |
| 國小女生組 | 永吉國小A隊          | 獅湖國小    | 北市社子A | 永吉國小B隊 | 莊敬國小  | 高市民權  |

## 外部連結
- 中華民國羽球協會（页面存档备份，存于）